# Lusknäpptjärnen
Lusknäpptjärnen är en sjö i Gagnefs kommun i Dalarna och ingår i Norrströms huvudavrinningsområde.